# Тодор Караваневски
Тодор Николов Караваневски (1887 – 1961) е български писател, публицист и народен представител в XIX обикновено народно събрание от БЗНС от първата половина на ХХ век.
Роден в Павел баня през 1887 г. Участва в Първата световна война като запасен подпоручик в Петдесет и шести пехотен велешки полк. Награден е с орден „За храброст“, IV степен.
Организатор на комитет за издигане в Павел баня на паметник на загиналите в балканските войни, реализиран от скулптора Иван Лазаров. На 14 март 1923 г. Тодор Караваневски и трима други земеделски депутати – Дреновски, Цоню Матев и Захари Каменов, са изключени БЗНС за неподчинение на решението на парламентарната група да гласуват предложението за съдене на бившите министри.

## Творчество[6]
- БЗН съюз и преврата / Земледелски вестник, София, 1924
- В затвора : Една политическа преживелица / София, 1925
- Обнова : Сборник от политически статии и речи / София, 1923
- Обнова : Сборник от политически статии и речи (второ допълнено издание): Том 1 Дълг и право: Извадки от един политически дневник – София, 1924
- Розовата ни култура / София	1923 (две издания)
- Селяните ; Селяните-земледелци някога и сега ; Личен режим ; Народовластие ; Селото и града ; Свобода или робство ; Земледелският съюз и неговите водачи ; Демагогия и катастрофи ; Обществени сили ; Война или мир ; Народ, държава, управление [Сборник статии] / София, 1925
- Неутралния Български учителски съюз / София, 1934.
- Тъгите на Балкана. Литературни бележки и теми / Издател: Печатница „Златна Добруджа“, 1941
- Мазаров и творческия дух на българина / Изд: Т. Ф. Чипев, София 1940 / печ. Пирин София, 1941.